# Breza (novela)
Breza je novela Slavka Kolara, prvi put izdana u časopisu Savremenik 1928. godine.

## Vrsta djela
Breza je novela s temom iz seljačkog života, humorističnog karaktera i lirskog ugođaja sa snažnom društvenom podlogom. Prvi put je objavljena u književnom časopisu Savremenik, 1928. godine, a u knjizi Mi smo za pravicu 1936. Poslije toga doživleja je pedeset izdanja u različitim izborima iz Kolarovih djela ili u antologijama. Pisac ju je dramatizirao kao kazališnu predstavu. Prema njoj je snimljen i istoimeni dugometražni igrani film.

## Kompozicija
Novela Breza sastoji se od sedam cjelina koje su ukomponirane u dva glavna događaja: Janičin boravak u kući Labudanovih, njezino bolovanje i umiranje te Markovo svadbovanje. Svaki od ta dva događaja rasčlanjen je na tri dijela:
- Janica - bolest, umiranje i sprovod.
- Marko - barjaktarenje, tučnjava i povratak kući.

Rasplet predstavlja buđenje Markove savjesti, tj. trenutak kada pokušava posjeći vitku Brezu u šumi koja ga podsjeti na njegovu ženu Janicu, ali ipak odustaje.

## Tematsko-idejni sloj
Breza tematski obrađuje život zaostale seoske sredine kroz odnose unutar jedne obitelji, gdje u prvi plan izbija tužna sudbina nježne i krhke mlade seoske žene i probuđena savjest njezina egoističnoga muža. Navikli na siromaštvo, težak fizički rad i grubosti svake vrste, likovi ove novele ravnodušno prihvaćaju životne probleme doživljavajući ih kao nešto već unaprijed određeno, što im je sudbina dosudila, a pisac taj ambijent i takav način razmišljanja koristi kao podlogu za humor. Stoga je ova novela i tužna, ali ujedno i smiješna. To je ustvari lirikom natopljena i humorom protkana priča o nježnoj seoskoj ženi koju je ubila grubost života i o čovjeku koji je prekasno shvatio da je ljubav njegove žene bila istinska i bezgranična.

## Prostor i vrijeme
Radnja novele odvija se na području Vukomeričkih gorica. Selo Bikovac, u kojem se odvija radnja djela, izmišljeno je ime za jedno od brojnih sela turopoljskog kraja. Sam Kolar je na području Turopolja radio kao agronom (bio je upravitelj državnoga dobra u Gornjem Hruševcu). Selo je prikazano kao selo od drvenih i čađavih kućica raštrkanih po brežuljcima koje povezuju slabe ceste ili blatne ceste za zaprežna kola. Sve je jadno i zapušteno, jedino je priroda puna zelenila, međutim i ti su pejsaži prikazani u jesensko vrijeme kad pušu hladni vjetrovi, padaju duge i kiše, a sve je mokro i blatnjavo. Radnja novele zbiva se u razdoblju između dva velika svjetska rata, negdje između 1925. i 1928., kada je Slavko Kolar bio zaposlen u tom kraju. Kolar je posvjedočio kako ga je na pisanje novele Breza potaknula jedna stvarna zgoda.

## Likovi
Središnji likovi novele su mlada snaha Janica i njezin muž Marko. Također tu su još ukućani: Markov otac a Janičin svekar Mika Labudan, Mikina žena Kata Labudanka, druga snaha Jaga kojoj je muž u vojsci, i njezino dvoje djece, te stara gluha i slijepa Mikina majka. Osim predstavnika obitelji Labudan, u radnji neizravno ili izravno sudjeluju tipični predstavnici sela: svećenik, nadšumar, te brojni mladi i stari seljaci i seljanke.